# 6 balas
Six Bullets  es una película de acción estadounidense de 2012 dirigida por Ernie Barbarash y protagonizada por Jean-Claude Van Damme, Joe Flanigan, Anna-Louise Plowman y Charlotte Beaumont. La película fue lanzada directamente en DVD en los Estados Unidos el 11 de septiembre de 2012. 

## Trama
El veterano mercenario Samson Gaul (Jean-Claude Van Damme) se retira del combate cuando sus acciones resultaron en la muerte de víctimas indefensas, pero ahora es la última esperanza para un padre desesperado. El artista marcial mixto, Andrew Fayden (Joe Flanigan) sabe pelear, pero solo no está preparado para navegar por las corruptas calles de una ciudad extranjera para encontrar a su hija secuestrada. Juntos, estos dos intentan detener una red de criminales que se aprovechan de los inocentes.

## Reparto
| Actor                    | Personaje        |
| ------------------------ | ---------------- |
| Jean-Claude Van Damme    | Samson Gaul      |
| Joe Flanigan             | Andrew Fayden    |
| Anna-Louise Plowman      | Monica Fayden    |
| Charlotte Beaumont       | Becky Fayden     |
| Steve Nicolson           | inspector Kvitko |
| Uriel Emil Pollack       | Vlad             |
| Louis Dempsey            | Stelu            |
| Mark Lewis               | Bogdanov         |
| Kristopher Van Varenberg | Selwyn Gaul      |
| Bianca Van Varenberg     | Amalia           |
| Lia Sinchevici           | Marina           |
| Andrei Runcanu           | Luca             |
| Florin Busuioc           | gerente de hotel |
| Matei Calin              | Victor           |
| Celesta Shanti Hodge     | Fiona            |
| Sorin Cristen            | agente líder     |

## Medios domésticos
El DVD se lanzó en la Región 1 de los Estados Unidos el 11 de septiembre de 2012 y fue distribuido por Sony Pictures Home Entertainment . El DVD fue lanzado por StudioCanal en el Reino Unido en la Región 2 el 1 de octubre de 2012. 